# Horácio (filme)
Horácio é um filme brasileiro do gênero drama de 2019. Dirigido e escrito por Mathias Mangin, o filme conta a história do contrabandista octogenário apaixonado por um capanga, Horácio, interpretado por Zé Celso. Conta ainda com Maria Luísa Mendonça, Marcelo Drummond, Eucir de Souza e Glamour Garcia nos papéis principais.

## Sinopse
Durante um dia em São Paulo, diversas pessoas marginalizadas têm seus destinos cruzados: um jogador sem talento, uma prostituta sem sorte, um capanga em busca de seu amor, um chefe autoritário, a filha dele e um agiota. Entre ele, um contrabandista de 80 anos de idade, Horácio (Zé Celso) se encontra desesperado por um amor não correspondido: o capanga Milton (Marcelo Drummond) por quem ele é apaixonado não o ama. Além disso, ele foge de após um juiz decretar sua prisão se escondendo em um apartamento no bairro Bixiga de São Paulo, junto com sua filha de 40 anos Petula (Maria Luísa Mendonça), a qual ele esconde em um quarto.

## Elenco
- Zé Celso ... Horácio
- Maria Luísa Mendonça ... Petula
- Marcelo Drummond ... Milton
- Eucir de Souza ... Kaleb
- Glamour Garcia ... Roberta
- Ricardo Bittencourt ... Faraó
- Sylvia Prado ... Nádia

## Recepção
Robledo Milani, do site Papo de Cinema, em sua crítica escreveu: "A trama, como se percebe, parece intrincada. Mas não chega a ser tão enrolada assim. Afinal, nada mais é do que desculpa para que Zé Celso possa desfilar suas excentricidades na tela grande por pouco mais de 90 minutos."
Carlos Alberto Mattos, do site Carmattos, disse: "Apesar da bizarrice que a tudo comanda, essa trama se desenvolve com relativa ordem [...]. A cenografia barroca acrescenta uma dose a mais de desvario a um filme irregular, mas bastante curioso."

## Principais prêmios e indicações
| Ano  | Festival                               | Categoria             | Nomeações  | Resultado | Ref.                |
| ---- | -------------------------------------- | --------------------- | ---------- | --------- | ------------------- |
| 2020 | Queen Palm International Film Festival | Melhor Cinematografia | Diego Garc | Venceu    | [carece de fontes?] |